# Maciej Kononowicz
Maciej Kononowicz (* 18. März 1988) ist ein ehemaliger Fußballspieler aus Polen.

## Karriere
Kononowicz begann seine Karriere bei den Jugendmannschaften von UKP Zielona Góra und Sprotavia Szprotawa. 2006 wechselte er zu Amica Wronki, den er ohne Einsatz in der ersten Mannschaft, nach der Fusion mit Lech Posen zum zweitgenannten verließ.
Sein Debüt in der höchsten polnischen Spielklasse gab der Stürmer am 3. November 2007 gegen Jagiellonia Białystok, als er in der 89. Minute für Marcin Zając eingewechselt wurde. Das Spiel endete 2:4. Momentan spielt er in der zweiten Mannschaft von Lech Posen. In Posen kam er nur selten zum Einsatz und spielte häufig in der zweiten Mannschaft. Als Ersatzspieler gewann er die Meisterschaft 2010. Im Sommer 2010 verließ er den Klub und spielte fortan für Mannschaften aus der zweiten und dritten polnischen Liga, ehe er seine Laufbahn Anfang 2015 beendete.

## Erfolge
- Polnischer Meister (2010)
- Polnischer Pokalsieger (2009)